# Mount Logan
Der Mount Logan – in der Eliaskette im Südwesten des kanadischen Territoriums Yukon, im Kluane-Nationalpark, gelegen – ist mit 5959 m der höchste Berg Kanadas und nach dem Denali (Mount McKinley) der zweithöchste Gipfel Nordamerikas; als solcher zählt er zu den Seven Second Summits. Der Berg wurde 1890 entdeckt und 1891 nach dem damals sehr bekannten Geologen Sir William Edmond Logan benannt. Mittlerweile gibt es 13 verschiedene Routen zum Gipfel, und seine Besteigung gilt als eine der schwierigsten Nordamerikas. Neben dem Hauptgipfel gibt es drei weitere Gipfel über 5890 m.

## Haupt- und Nebengipfel
Zum Bergmassiv des Mount Logan werden alle umliegenden Gipfel mit einer Schartenhöhe von weniger als 500 Metern gezählt:
| Gipfel                        | Höhe   | Schartenhöhe | Koordinaten           |
| ----------------------------- | ------ | ------------ | --------------------- |
| Hauptgipfel                   | 5959 m | 5250 m       | 60° 34′ N, 140° 24′ W |
| Philippe Peak (West)          | 5925 m | 0265 m       | 60° 35′ N, 140° 26′ W |
| Logan East Peak (Stuart Peak) | 5898 m | 0198 m       | 60° 35′ N, 140° 22′ W |
| Houston’s Peak                | 5740 m | 0100 m       | 60° 35′ N, 140° 27′ W |
| Prospector Peak               | 5644 m | 0344 m       | 60° 36′ N, 140° 31′ W |
| AINA Peak                     | 5630 m | 0130 m       | 60° 37′ N, 140° 32′ W |
| Russell Peak                  | 5580 m | 0080 m       | 60° 36′ N, 140° 29′ W |
| Tudor Peak (Logan North Peak) | 5559 m | 0219 m       | 60° 37′ N, 140° 30′ W |
| Saxon Peak (Northeast)        | 5500 m | 0080 m       | 60° 37′ N, 140° 28′ W |
| Queen Peak                    | 5380 m | 0160 m       | 60° 37′ N, 140° 35′ W |
| Capet Peak (Northwest)        | 5250 m | 0240 m       | 60° 38′ N, 140° 33′ W |
| Catenary Peak                 | 4097 m | 0397 m       | 60° 37′ N, 140° 18′ W |
| Teddy Peak                    | 3956 m | 0456 m       | 60° 33′ N, 140° 29′ W |

## Besteigungen
Erstmals bestiegen wurde der Mount Logan 1925 von einer Expedition unter der Leitung von Albert MacCarthy. Weitere Teilnehmer und Erstbesteiger waren Fred Lambart, Andrew Taylor, Allen Carpé, William Wasbrough Foster und Norman Read. Sie erreichten den Gipfel am 23. Juni 1925.
Wegen der Unzugänglichkeit des Berges (die Erstbesteiger mussten 180 km überwinden, um überhaupt zum Berg zu kommen) lassen sich viele Bergsteiger von einem Flugservice, der in Haines Junction stationiert ist, auf einem Gletscher absetzen.
Wie bei fast allen Seven Second Summits gilt der Mount Logan als schwieriger zu besteigen als der höchste Berg seines Kontinents, der Denali. Klettertechnisch ist er zwar nur geringfügig schwieriger: Während der Denali auf der Normalroute mit einer II (Alaskan grading system) bewertet wird, hat der Mount Logan den minimal höheren Schwierigkeitsgrad II+. Größere Herausforderungen stellen jedoch an beiden Bergen die außerordentlichen klimatischen Bedingungen. Das Wetter wird jeweils durch Stürme und extreme Kälte bestimmt. Außerdem ist die Troposphäre in Polnähe dünner, sodass in Gipfelnähe Luftbedingungen wie im Himalaya ab 7000 m Höhe herrschen. All dies wirkt sich beim Mount Logan stärker aus, da seine Hochplateau-Form für den Aufstieg einen längeren Aufenthalt in großer Höhe erfordert.